# Indanan
Indanan là một đô thị hạng 4 ở tỉnh Sulu, Philippines. Theo điều tra dân số năm 2000, đô thị này có dân số 53.425 người trong 9.132 hộ.

## Các đơn vị hành chính
Indanan được chia thành 34 barangay.
| - Adjid - Bangalan - Bato-bato - Buanza - Bud-Taran - Bunut - Jati-Tunggal - Kabbon Maas - Kagay - Kajatian - Kan Islam - Kandang Tukay | - Karawan - Katian - Kuppong - Lambayong - Langpas - Licup - Malimbaya - Manggis - Manilop - Paligue - Panabuan | - Panglima Misuari (Sasak) - Pasil - Poblacion (Indanan) - Sapah Malaum - Sawaki - Sionogan - Tagbak - Timbangan - Tubig Dakulah - Tubig Parang - Tumantangis |